# Czwartek
Czwartek (skrót czw.) – dzień tygodnia między środą a piątkiem.
Według normy ISO-8601 jest czwartym dniem tygodnia. Niegdyś był to dzień wolny od zajęć dla żaków. W kulturze ludowej ziem Polski czwartek obwarowany jest zakazami dotyczącymi sprzątania oraz przędzenia, których egzekutorką miała być bogini Marzanna.
W tradycji biblijnej – chrześcijańskiej i judaistycznej, gdzie za pierwszy dzień tygodnia uznawana jest niedziela, czwartek jest dniem piątym.
Polska nazwa, wspólna z innymi językami słowiańskimi, pochodzi od liczby cztery; cz. čtvrtek, ros. четверг (czetwierg), serb.-chorw. četvrtak. Podobnie w językach bałtyckich: lit. ketvirtadienis < ketvirta ‛czwarta’ + diena ‛dzień’. Od liczby pięć wywodzą się natomiast port. quinta-feira i gr. πέμπτη.
Łacińska nazwa dies Iovis (dzień Jowisza) wpłynęła na nazewnictwo wielu języków europejskich, np. hiszp. jueves. W językach germańskich pochodzi od imienia nordyckiego boga Thora: ang. Thursday, norweski, duński i szwedzki torsdag, niem. Donnerstag, niderl. donderdag. W wymarłym języku Słowian Połabskich był określany jako perundan – dzień Pioruna.